# Sunday Times Golden Globe Race

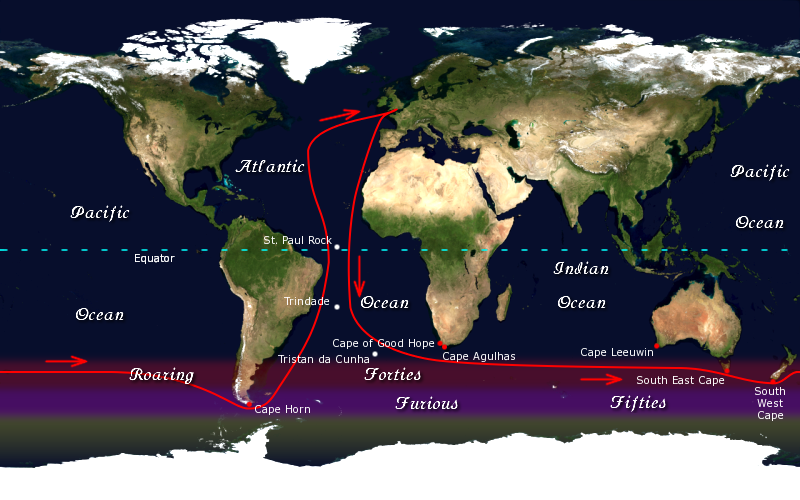
Recorregut del Golden Globe Challenge

La Golden Globe Race fou la primera regata de vela oceànica al voltant del món en solitari i sense escales, organitzada l'any 1968 pel diari britànic The Sunday Times.
Va néixer a proposta del veterà navegant Sir Francis Chichester, qui poc abans havia completat una circumnavegació en un veler de petites dimensions realitzant només una escala. Comptà amb nou participants a bord d'embarcacions a vela d'entre 22 i 66 peus (6,7-20 m). El mariner anglès de 30 anys Robin Knox-Johnston en va ser el vencedor i l'únic dels inscrits a finalitzar-la.

## Reglament
La competició nasqué pel desig del Sunday Times de capitalitzar les travesses al voltant del món en solitari que diversos navegants ja estaven organitzant pel seu compte, seguint l'exemple i la inspiració proporcionada per Chichester. Per aquest motiu no es demanaren qualificacions prèvies (de fet, alguns dels participants amb prou feines havien navegat abans) i tampoc no s'establí una sortida col·lectiva, ni tan sols la línia de sortida o d'arribada.
Les normes de participació eren senzilles: els competidors podien sortir des d'un port de la seva elecció (situat més enllà dels 40° de latitud nord) entre l'1 de juny i el 31 d'octubre de 1968, i retornar-hi després de concloure una volta del món en solitari passant pels tres grans caps –Bona Esperança, Leeuwin i Horn– sense tocar terra en cap moment i sense rebre cap mena d'ajuda exterior ni proveïment. Un globus d'or recompensaria el primer competidor a finalitzar la circumnavegació, mentre que el navegant que la realitzés amb menys temps obtindria un segon premi de 5.000 £ (tot i que per optar-hi la sortida havia de fer-se des d'un port britànic).

## Desenvolupament
Dels nou competidors inscrits, només el britànic Robin Knox-Johnston a bord del quetx de 10 m anomenat Suhaili tornà a bon port després de 313 dies al mar i 30.123 milles nàutiques recorregudes. La seva èpica aventura quedà reflectida al llibre A World of My Own (Cassell, 1969). El seu principal oponent fou el llegendari navegant francès Bernard Moitessier, que tanmateix decidí renunciar a un probable premi per la cursa més ràpida i a una eventual victòria, tot denunciant el caràcter comercial de la competició i prosseguint el seu trajecte fins a Tahití, completant així una volta i mitja al planeta que després contaria al seu cèlebre llibre La Longue Route (Arthaud, París, 1971).
Quatre participants van abandonar la cursa abans de travessar l'oceà Atlàntic. Pel que fa als tres restants, l'escocès Chay Blyth, que s'havia fet a la mar sense cap experiència de navegació prèvia, va poder franquejar el cap de Bona Esperança abans d'haver de retirar-se; el britànic Nigel Tetley fou víctima d'un naufragi quan es trobava en primera posició a 1.100 milles de l'arribada; i l'anglès Donald Crowhurst, que s'havia quedat a l'Atlàntic Sud tot comunicant per ràdio posicions falses d'una suposada progressió «real» al voltant del món, finalment mostrà signes de malaltia mental i desaparegué misteriosament, possiblement cometent suïcidi (la seva embarcació Teingmouth Electron aparegué mesos després enmig de l'oceà).
Primer i únic finalista, Knox-Johnston guanyà els dos premis que oferia el Sunday Times i donà 5.000 £ a un fons creat per sostenir la vídua i la família de Crowhurst. L'any 1982, l'anglès organitzà el BOC Challenge, una nova cursa al voltant del món en solitari. Més endavant, l'esperit de la Golden Globe Race renaixerà l'any 1989, amb la regata organitzada pel francès Philippe Jeantot amb el nom de Vendée Globe.

## Llista de participants i resultats
| Participant         | Embarcació                                                                        | Sortida                                     | Finalització                                      | Classificació |
| ------------------- | --------------------------------------------------------------------------------- | ------------------------------------------- | ------------------------------------------------- | ------------- |
| Robin Knox-Johnston | Nom: Suhaili Tipus: quetx Model: – Eslora: 32 peus (9.8 m)                        | Falmouth, Cornualla 14 de juny de 1968      | Falmouth, Cornualla 22 d'abril de 1969            | 1r (313 dies) |
| Donald Crowhurst    | Nom: Teignmouth Electron Tipus: trimarà Model: – Eslora: 40 peus (12 m)           | Teignmouth, Anglaterra 31 d'octubre de 1968 | Atlàntic Nord 1 de juliol 1969                    | desaparegut   |
| Bernard Moitessier  | Nom: Joshua Tipus: quetx Model: – Eslora: 39 peus (12 m)                          | Plymouth, Anglaterra 22 d'agost de 1968     | Tahití 21 de juny de 1969                         | retirat       |
| Nigel Tetley        | Nom: Victress Tipus: trimarà Model: – Eslora: 22 peus (6.7 m)                     | Plymouth, Anglaterra 16 de setembre de 1968 | Atlàntic Nord 21 de maig de 1969                  | naufragi      |
| Loïck Fougeron      | Nom: Captain Browne Tipus: cúter de vela cangrea Model: – Eslora: 30 peus (9.1 m) | Plymouth, Anglaterra 22 d'agost de 1968     | Illa de Santa Helena 27 de novembre de 1968       | retirat       |
| Bill King           | Nom: Galway Blazer II Tipus: goleta de junc Model: – Eslora: 42 peus (13 m)       | Plymouth, Anglaterra 24 d'agost de 1968     | Ciutat del Cap, Sud-àfrica 22 de novembre de 1968 | retirat       |
| Alex Carozzo        | Nom: Gancia Americano Tipus: quetx Model: – Eslora: 66 peus (20 m)                | Cowes, Anglaterra 31 d'octubre de 1968      | Porto, Portugal 14 de novembre de 1968            | retirat       |
| John Ridgway        | Nom: English Rose IV Tipus: sloop Model: Westerly 30 Eslora: 30 peus (9.1 m)      | Inishmore, Irlanda 1 de juny de 1968        | Recife, Brasil 21 de juliol de 1968               | retirat       |
| Chay Blyth          | Nom: Dytiscus III Tipus: sloop Model: Kingfisher 30 Eslora: 30 peus (9.1 m)       | Hamble, Anglaterra 8 de juny de 1968        | East London, Sud-àfrica 17 de setembre de 1968    | retirat       |

## Golden Globe Race 2018
Una nova edició de la Golden Globe Race va iniciar-se l'any 2018 per celebrar els 50 anys de la competició original, amb l'apadrinament de Knox-Johnston. El reglament incorpora unes exigents qualificacions mínimes per als participants i l'ús dels sistemes de seguretat més avançats, però no permet l'ús de cap tecnologia ni ajut a la navegació que no estigués disponible l'any 1968.
La sortida tingué lloc l'1 de juliol des del port francès de les Sables d'Olonne, amb un total de 18 regatistes inscrits.